# 手塚秀彰
手塚 秀彰（てづか ひであき、1954年12月5日 - ）は、日本の俳優、声優。劇団青年座所属。栃木県出身。

## 略歴
國學院大學栃木高等学校、國學院大學経済学部卒業。青年座研究所4期生。

## 人物
吹き替えではサミュエル・L・ジャクソンを持ち役とし、アーニー・ハドソン、ヴィング・レイムス、キース・デイヴィッドなど黒人俳優を担当する事が多い。
特技は弓道初段。

## 出演
太字はメインキャラクター。

### テレビアニメ
1996年
- 名探偵コナン（1996年 - 2022年、広田明、広瀬俊三、岩国辰郎、月野木秀樹、南武敬）

1997年
- 手塚治虫の旧約聖書物語（ユダ）

1999年
- 週刊ストーリーランド（加藤）

2001年
- サイボーグ009 THE CYBORG SOLDIER（所員）

2002年
- 最終兵器彼女（幹部A）

2010年
- スティッチ! 〜いたずらエイリアンの大冒険〜（カーン）
- NARUTO -ナルト- 疾風伝（四代目雷影・エー）
- HEROMAN（トム）

2013年
- サムライフラメンコ（監督）
- 進撃の巨人（2013年 - 2021年、ダリス・ザックレー） - 4シリーズ
- 翠星のガルガンティア（フェアロック）
- NARUTO -ナルト- SD ロック・リーの青春フルパワー忍伝（雷影・エー）

2014年
- M3〜ソノ黒キ鋼〜（武官）
- 残響のテロル（倉橋）
- 白銀の意思 アルジェヴォルン（ハンチョウ）
- とある飛空士への恋歌（アメリアーノ辺境公）
- 棺姫のチャイカ AVENGING BATTLE（アルトゥール・ガズ）
- ポケットモンスター XY 特別編 最強メガシンカ（フラダリ、ナレーション）
- まじっく快斗1412（ボス）

2015年
- ガンスリンガー ストラトス（ブライアン・オードナー）
- 進撃!巨人中学校（ザックレー）
- トリアージX（多々良五十六）
- パックワールド（オブテュース〈2代目〉）
- ポケットモンスター XY&Z（フラダリ）

2016年
- 機動戦士ガンダムUC RE:0096（スベロア・ジンネマン）
- Re:ゼロから始める異世界生活（鬼族の族長） - 2020年に第1期新編集版が放送
- タブー・タトゥー（国王）
- TRICKSTER -江戸川乱歩「少年探偵団」より-（瀬能忠治）
- 僕だけがいない街（白鳥父）
- ユーリ!!! on ICE（ヤコフ）

2017年
- テイルズ オブ ゼスティリア ザ クロス（カスパーロ司教）
- 幼女戦記（人形）

2018年
- ゲゲゲの鬼太郎（第6作）（上司）
- 銀河英雄伝説 Die Neue These 邂逅（アドリアン・ルビンスキー）
- ルパン三世 PART5（ギョーム）
- BORUTO-ボルト- NARUTO NEXT GENERATIONS（エー）

2019年
- PSYCHO-PASS サイコパス 3（久利須＝矜治・オブライエン）
- GRANBLUE FANTASY The Animation Season 2（棟梁）

2020年
- アサティール 未来の昔ばなし（ハーティム、ハーティム〈職員〉）
- 富豪刑事 Balance:UNLIMITED（服部二郎）
- 憂国のモリアーティ（ジェファーソン・ホープ）
- 半妖の夜叉姫（二枯仙）

2021年
- SK∞ エスケーエイト（神道愛一郎）
- SHAMAN KING（2021年 - 2022年、道円）

2022年
- ニンジャラ（校長）
- BLEACH 千年血戦篇（長木曽秋嚞）

2023年
- ヴィンランド・サガ（ケティル）
- HIGH CARD（ジロー・サトー）
- アンデッドガール・マーダーファルス（フォッグ）

2025年
- 異修羅（瘴癘のジズマ）
- 白豚貴族ですが前世の記憶が生えたのでひよこな弟育てます（源三）

### 劇場アニメ
- 劇場版 NARUTO -ナルト- ブラッド・プリズン（2011年、四代目雷影・エー）
- クレヨンしんちゃん バカうまっ!B級グルメサバイバル!!（2013年、チチッポーイ）
- THE LAST -NARUTO THE MOVIE-（2014年、四代目雷影・エー）
- 宇宙戦艦ヤマト2202 愛の戦士たち（2017年、ズォーダー[18]）
- 機動戦士ガンダムNT（2018年、スベロア・ジンネマン）
- 甲鉄城のカバネリ 海門決戦（2019年、玄路）

### OVA
- 銀河英雄伝説（1994年、ヴィーゼンヒュッター少将）
- 機動戦士ガンダムUC（2010年、スベロア・ジンネマン[19]）
- アイアンマン：ライズ・オブ・テクノヴォア（2013年、ニック・フューリー）
- アベンジャーズ コンフィデンシャル: ブラック・ウィドウ & パニッシャー（2014年、ニック・フューリー）

### Webアニメ
- メガトン級ムサシ パイロットフィルム（2016年、伊伏銀太）
- 聖闘士星矢: Knights of the Zodiac（2019年、ヴァンダー・グラード）
- バキ（2020年、龍書文[20]）
- ULTRAMAN（2023年、嵐大介[21]）
- T・Pぼん（2024年、シュリーマン）

### ゲーム
2001年
- レガイア デュエルサーガ（ストラウス）

2010年
- 機動戦士ガンダム エクストリームバーサス（2010年 - 2016年、スベロア・ジンネマン） - 4作品
- NARUTO -ナルト- 疾風伝 シリーズ（2010年 - 2016年、四代目雷影・エー） - 6作品

2011年
- SDガンダム GGENERATION シリーズ（2011年 - 2016年、スベロア・ジンネマン） - 3作品

2013年
- サモンナイト5（カズラマル）

2014年
- 第3次スーパーロボット大戦Z 時獄篇 / 天獄篇（2014年 - 2015年、スベロア・ジンネマン） - 2作品

2015年
- スーパーロボット大戦BX（スベロア・ジンネマン）
- Hearthstone: ハースストーン（スロール）
- LEGO マーベル スーパー・ヒーローズ ザ・ゲーム（ニック・フューリー）

2016年
- エルダー・スクロールズ・オンライン（プロフェット）
- GUILTY GEAR Xrd -REVELATOR-（琴慧弦〈躯体〉）
- グランブルーファンタジー（2016年 - 2024年、ファンジオ、人魚王）

2017年
- スーパーロボット大戦V（スベロア・ジンネマン）
- ガンダムバーサス（スベロア・ジンネマン）

2018年
- 進撃の巨人2（ダリス・ザックレー）
- 機動戦士ガンダム エクストリームバーサス2（2018年 - 2025年、スベロア・ジンネマン） - 4作品

2020年
- ファイナルファンタジーVII リメイク（ワイマー）
- マーベルアイアンマン VR（ニック・フューリー）

2021年
- モンスターストライク（道円）

2022年
- 鋼の錬金術師 MOBILE（ノックス）

2023年
- 機動戦士ガンダム アーセナルベース（スベロア・ジンネマン）

### ラジオドラマ
- 特集オーディオドラマ「カムバック、小野田少尉」（2004年）
- NHK-FM 青春アドベンチャー
  - 「あずかりやさん」（2019年）
- TBSラジオ オリジナルドラマ「半沢直樹 敗れし者の物語」（2020年） - 山瀬

### 吹き替え

#### 担当俳優
アーニー・ハドソン
- OZ/オズ（レオ・グリン）
- LA's FINEST/ロサンゼルス捜査官（ジョセフ・バーネット）
- コールドケース4（モーゼス・ジョーンズ）
- ツイン・ピークス Twin Peaks（デイビス空軍大佐）
- デンジャラス・ビューティー（ハリー・マクドナルド）※ソフト版
  - デンジャラス・ビューティー2（ハリー・マクドナルド）※ソフト版

- BONES シーズン2 #14（ダビデ・バロウズ）
- リゾーリ&アイルズ2（フロスト提督）
- ワンス・アポン・ア・タイム シーズン4（ポセイドーン）

ヴィング・レイムス
- アウト・オブ・サイト（バディ・ブラッグ）※ソフト版
- インスティゲイターズ 〜強盗ふたりとセラピスト〜（フランク・トゥーメイ）
- ウェンデルとワイルド（バッファロー・ベルザー）
- ミッション:インポッシブルシリーズ（ルーサー・スティッケル）
  - ミッション:インポッシブル3 ※劇場公開版
  - ミッション:インポッシブル/ゴースト・プロトコル
  - ミッション:インポッシブル/ローグ・ネイション
  - ミッション:インポッシブル/フォールアウト
  - ミッション:インポッシブル/デッドレコニング PART ONE
  - ミッション:インポッシブル/ファイナル・レコニング

ウェンデル・ピアース
- サンダーボルツ*（ゲイリー議員）
- SUITS/スーツ（ロバート・ゼイン）
- DEATH GAME デスゲーム（ティボドー刑事）

キース・デイヴィッド
- あなたのために（モーゼズ）
- クラウド アトラス（召使いクパカ、ジョーネピア / アンコー・アピス将軍 / プレシエント族）
- トランスポーター2（ステイプルトン）※ソフト版
- PERSON of INTEREST 犯罪予知ユニット シーズン5 #3（テレンス・ビール）
- ブレイン・スナッチャー/恐怖の洗脳生物（アレックス・ホランド）
- ボルケーノ（エド・フォックス）※ソフト版
- Mr.&Mrs. スミス（父親）※日本テレビ版

コートニー・B・ヴァンス
- ターミネーター:新起動/ジェニシス（マイルズ・ダイソン）
- ラヴクラフトカントリー 恐怖の旅路（ジョージ・フリーマン）
- リロ&スティッチ（コブラ・バブルス）

サミュエル・L・ジャクソン
- アンブレイカブル（イライジャ・プライス / ミスター・ガラス）※ソフト版
  - ミスター・ガラス

- キングコング:髑髏島の巨神（プレストン・パッカード大佐）
- コーチ・カーター（ケン・カーター）
- 交渉人（ダニー・ローマン）※ソフト版
- コンフィデンスマン/ある詐欺師の男（フォリー）
- シャフト（ジョン・シャフト）
  - シャフト

- スパイラル:ソウ オールリセット（マーカス・バンクス）
- ターザン:REBORN（ジョージ・ワシントン・ウィリアムズ）
- ダウト・ゲーム（クリントン・デイヴィス）
- トレミー・グレイ 最期の日々（トレミー・グレイ）
- ヒットマンズ・ボディガード（ダリウス・キンケイド）※ソフト版
  - ヒットマンズ・ワイフズ・ボディガード

- ブラック・スネーク・モーン（ラザラス）
- マーベラス（ムーディー・ダットン）
- マーベル・シネマティック・ユニバース（ニック・フューリー）
  - アイアンマン ※劇場公開版
  - アイアンマン2 ※劇場公開版
  - マイティ・ソー
  - キャプテン・アメリカ/ザ・ファースト・アベンジャー
  - アベンジャーズ ※予告編

- ラスト・フル・メジャー 知られざる英雄の真実（ビリー・トコダ）

#### 映画（吹き替え）
- 青いドレスの女（メイソン刑事）
- 明るい離婚計画（ヴァーノン〈テリー・クルーズ〉）
- アクシデンタル・スパイ（フィリップ・アシュリー）※テレビ朝日版
- 悪人に平穏なし（サントス・トリニダ〈ホセ・コロナド〉[42]）
- 悪夢の破片（レイモン）
- アトミック・トレイン ※ソフト版
- アドレナリンEX（ウォルター）
- アメリカン・アサシン（スタン・ハーリー〈マイケル・キートン〉）
- ALI アリ（ドン・キング〈ミケルティ・ウィリアムソン〉）
- アルティメット・ディシジョン（ネイサン・ドナー少佐〈マーシャル・R・ティーグ〉）
- アルマゲドン（チック・チャップル〈ウィル・パットン〉）※ソフト版
- アンコール!!（チャーリー）
- アンドリューNDR114（ルパート・バーンズ〈オリヴァー・プラット〉）※ソフト版
- ICHIGEKI 一撃（シェパード捜査官）
- いのちの戦場 -アルジェリア1959-（ヴェスル少佐）
- IN DREAMS/殺意の森（ジャック・ケイ刑事〈ポール・ギルフォイル〉）※DVD版
- インファナル・アフェア（ディ・トロ）※テレビ東京版
- ウィラード（ジョセフ・ガーター）
- 裏切り者（フランク・オルチン〈ジェームズ・カーン〉）
- AIR/エア（ジェームズ・ジョーダン〈ジュリアス・テノン〉）
- エイリアン3 完全版（ディロン〈チャールズ・S・ダットン〉）
- エイリアン4（フランク・エルジン〈マイケル・ウィンコット〉）※フジテレビ版
- エグゼクティブ・コマンド（カルロス・グルーバー〈リチャード・ノートン〉）※フジテレビ版
- エグゼクティブ・デシジョン ※テレビ朝日版
- エクソシスト ディレクターズ・カット版（タニー医師〈ロバート・シモンズ〉）
- エスケイプ・フロム・アマゾン（教官）
- エッジ・オブ・ダークネス（レノックス〈リッコ・ロス〉）
- エディ&マーティンの逃走人生（ゴールドマウス、スパンキー・ジョンソン〈リック・ジェームス〉）
- エンド・オブ・デイズ（ケロッグ〈ジャック・シアラー〉）※テレビ朝日版
- エンバイロン（ニルス）
- オーバー・ザ・ムーン（シド・シャピロ）
- 狼たちの鎮魂歌（フランク・フリジェンティ〈ヴィンセント・スキャヴェリ〉）
- おまけつき新婚生活（チック〈ジェームズ・レマー〉）
- カサブランカ（ドイツ人銀行家）※テレビ東京版
- カジノ（フランク・マリーノ〈フランク・ヴィンセント〉）
- カレンダー・ガールズ（ロッド〈キアラン・ハインズ〉）
- キス・オブ・ザ・ドラゴン（マックス）※ソフト版
- ギリーは首ったけ（ラリー・ファルエル〈ジョン・ロスマン〉）
- キング・アーサー（ベディヴィア〈ジャイモン・フンスー〉）
- クイック&デッド（スポーテッド・ホース）※ソフト版
- クライム & ダイヤモンド（毒舌ジム〈ティム・アレン〉）
- クラッシュ・ダイブ 急速潜航（アバロン）※フジテレビ版
- クリフハンガー（デルマー〈クレイグ・フェアブラス〉）※日本テレビ版
- クロスゲージ
- グロリア
- ゴーン・ベイビー・ゴーン（レオン・トレット〈マーク・マーゴリス〉）
- コラテラル・ダメージ（ドレイ〈ハリー・J・レニックス〉）※ソフト版
- コレリ大尉のマンドリン（カルロ・グエルチョ）
- サイモン・バーチ（アル・コーク署長）
- サウンド・オブ・サイレンス（マックス・ダンリービー）※ソフト版
- ザ・グリード（メイスン〈クリフトン・パウエル〉）※ソフト版
- 殺人療法（ジュリアン・マタール）※VHS版
- ザ・ヘラクレス（アンピトリュオン王〈スコット・アドキンス〉）
- ザ・ワイルド ※テレビ朝日版
- 地獄のヒーロー グラウンド・ゼロ（ジョシュア・マッコード〈チャック・ノリス〉）
- 地獄のヒーロー ザ・プレジデント・マン（ジョシュア・マッコード〈チャック・ノリス〉）※ソフト版
- シビル・アクション（アル・ラヴ〈ジェームズ・ガンドルフィーニ〉、グレンジャー〈ダニエル・フォン・バーゲン〉）
- シモーヌ（主任刑事〈ダニエル・フォン・バーゲン〉）
- ジャケット（ルディ・マッケンジー〈ダニエル・クレイグ〉）
- 将軍の娘/エリザベス・キャンベル（ジョージ・ファウラー大佐〈クラレンス・ウィリアムズ3世〉）
- ジングル・オール・ザ・ウェイ（デメンター〈リチャード・モール〉）※フジテレビ版
- スコーピオン・キング ※日本テレビ版
- スター・ウォーズ/最後のジェダイ
- スターシップ・トゥルーパーズ2（ダックス大尉〈リチャード・バージ〉）
- スタートレックV 新たなる未知へ（ジョン・タルボット〈デビッド・ワーナー〉）※ソフト版
- スターリングラード ※日本テレビ版
- STAG スタッグ（マルセル〈デヴィッド・パルフィー〉）
- スタンドアップ（ハンク・エイムズ〈リチャード・ジェンキンス〉）
- スティールシャークス（デイヴ・ザボルスキー少佐）
- スティグマータ 聖痕（ダーニング神父）
- スノーマン 雪闇の殺人鬼（ゲルト・ラフトー〈ヴァル・キルマー〉）
- スパイ・ゲーム（ウィリアム・バイヤース）※テレビ東京版
- スパイダー パニック!（レオン、テレビの声）※ソフト版
- スラップ・ショット2（マーティン・フォックス〈デヴィッド・ヘミングス〉）
- スリー・キングス ※フジテレビ版
- スリング・ブレイド（ドイル・ハーグレイヴズ〈ドワイト・ヨアカム〉）
- セイブ・ザ・ワールド（ソーン捜査官）
- セブン（マッサージ店の受付係〈マイケル・マッシー〉）※テレビ東京版
- セブン: ビギンズ〜彩られた猟奇〜（ブレア〈ピーター・ストーメア〉）
- セレブリティ（ルーパス医師〈マイケル・ラーナー〉）
- 戦争と平和（ディミロフ伯爵）※ソフト版
- ターミナル（レイ・サーマン〈バリー・シャバカ・ヘンリー〉）※ソフト版
- タイガーランド（サンダース大尉〈ニック・サーシー〉）
- ダウン（マクベイン警部補〈ダン・ヘダヤ〉）※ソフト版
- 誰が為に鐘は鳴る（パブロ〈エイキム・タミロフ〉）※PDDVD版
- 007シリーズ
  - 007/リビング・デイライツ（看守）※テレビ朝日版
  - 007/消されたライセンス（ピットボス）※テレビ朝日版
  - 007 ワールド・イズ・ノット・イナフ（ズコフスキー〈ロビー・コルトレーン〉）※ソフト版
- チェーン・リアクション ※テレビ朝日版
- チョコレート（ヴェレスコ所長）
- チルファクター
- 沈黙の断崖（シムズ）※テレビ朝日版
- 追跡者（フランク・バロウズ特別捜査官〈リック・スナイダー〉）※テレビ朝日版
- 翼のない天使（ルーカス先生）
- ディープ・ライジング コンクエスト（チャック〈ライアン・カットローナ〉）
- デイライト（スティーヴン・クライトン〈ジェイ・O・サンダース〉）※ソフト版
- デスパレート（リッグス）
- デスリング（ピアース〈トム・サイズモア〉）
- デッド・リミット（ジャック・ギャノン大使、ヴァシリスク大佐）
- デトネーター（パヴェル）※テレビ東京版
- デビル・ハザード（ブレイクリー〈レイ・ウィンストン〉[43]）
- デュカリオン（ハーカー刑事〈マイケル・マドセン〉）
- トーマス・クラウン・アフェアー（ハインリヒ・ヌーツォン〈マーク・マーゴリス〉）※ソフト版
- 逃亡者（コープランド）※テレビ朝日版
- トゥモローランド（警部[44]）
- トゥルー・グリット（ヤーネル、フォースター）
- トカレフ（フランシス・オコネル〈ピーター・ストーメア〉）
- トランスフォーマー/ロストエイジ（クロスヘアーズ）
- トランスフォーマー/最後の騎士王（クロスへアーズ）
- トレーニング デイ（アロンゾ・ハリス〈デンゼル・ワシントン〉[45]）
- トロン: レガシー（バーティク）
- ドント・レット・ゴー -過去からの叫び-（ボビー〈ミケルティ・ウィリアムソン〉）
- ニュートン・ボーイズ（シューメーカー署長〈ルーク・アスキュー〉）
- ネバー・サレンダー 肉弾凶器（ポール）※テレビ東京版
- ノー・エスケイプ ※テレビ東京版
- ノストラダムス（異端審問官A）
- 爆裂都市（ウォン局長〈エディ・コー〉）
- パッション・プレイ（マルコム〈ロバート・ウィズダム〉）
- バッド・アス（ウィリアムズ市長〈ロン・パールマン〉）
- バッファロー'66（ブッキー〈ミッキー・ローク〉）
- ピースキーパー ※テレビ朝日版
- ピースメーカー ※TBS版
- ヒート（カサルス〈ウェス・ステュディ〉）※テレビ朝日版
- ビッグ・マネー（キャラハン判事〈マイケル・マルヘレン〉）
- 羊たちの沈黙（ボイル警部補〈チャールズ・ネイピア〉）※DVD・BD版
- ヒップホップ・プレジデント（ミッチ・ギリアム〈バーニー・マック〉）
- ビバ!ラブ・バッグ（ブライス船長〈ハーヴェイ・コーマン〉）※ディズニー版
- ビバリーヒルズ・コップ3（スティーヴ・フルブライト〈スティーヴン・マクハティ〉）※テレビ朝日版
- ファム・ファタール（ブラック・タイ〈エリック・エブアニー〉）※ソフト版
- ファルコン・アロー（フランク・ホワイト〈フランク・ザカリーノ〉）
- 15ミニッツ（レオン〈エイヴリー・ブルックス〉）※日本テレビ版
- フェア・ゲーム
- ブラック・ソルジャー（ベルモント）
- ブラック・ダイヤモンド（ジャンプ・チェンバーズ〈シャイ・マクブライド〉）※ソフト版
- フラッド（ウェイン〈マーク・ロルストン〉）※日本テレビ版
- プラトーン（ウォーレン〈トニー・トッド〉）※ソフト版
- プラネット・テラー in グラインドハウス（ウィリアム・ブロック〈ジョシュ・ブローリン〉）
- ブルーサヴェージ（カルロス・リヴェラ）
- ブルズ・アイ（フェリックス）
- フル・ブラント（ウィルドッグ〈ジョー・ランドー〉）
- ブレア・ウィッチ・プロジェクト
- ブレイド ※テレビ東京版
- ブレイド3（レイ・カンバーランド〈ジェームズ・レマー〉）※テレビ東京版
- ブローン・アウェイ/復讐の序曲 ※テレビ朝日版
- ブロンド・ライフ（ジャック・マニング）
- ペイバック（ヒックス〈ビル・デューク〉）※ソフト版
- BELLY 血の銃弾（ナレッジ）
- 微笑みに出逢う街角（アラン・バクスター〈マルコム・マクダウェル〉、マーティ）
- マウス・オブ・マッドネス（ロビー・ロビンソン〈バーニー・ケイシー〉）
- マスク（オーランド）※日本テレビ版
- マッド・シティ（アルヴィン・レムキ署長〈テッド・レヴィン〉）※ソフト版
- マッドマックス2（ヒューマンガス〈ケル・ニルソン〉）※スーパーチャージャー版
- マリー・アントワネットの首飾り（カリオストロ伯爵〈クリストファー・ウォーケン〉）
- マルホランド・ドライブ（ウディ・カッツ〈チャド・エヴェレット〉、ベイカー）
- みなさん、さようなら
- メガロ/人質奪還指令（パトリック・オフラハティ）
- メデジン 麻薬カルテルをぶっ潰せ!（レダ）
- 黙秘（ジョー・セント・ジョージ〈デヴィッド・ストラザーン〉）※ソフト版
- モッド・スクワッド（レイニア）
- モンスター（ヴィンセント・コーリー〈リー・ターゲセン〉）
- 誘拐犯（ジョー・サーノ〈ジェームズ・カーン〉）
- ユニバーサル・ソルジャー ※テレビ朝日版
- ライブ・フロム・バグダッド 湾岸戦争最前線（ロバート・ウィナー〈マイケル・キートン〉）
- ラスト・ショット（エイブ・ホワイト〈ジェームズ・レブホーン〉、ラッセル・ミーンズ）
- ラストデイズ（バーク〈トム・ライト〉、ピーターソン大将）
- リーサル・ウェポン（マーフィ警部）※テレビ朝日版
- リーサル・ウェポン3（トラヴィスの側近）※テレビ朝日版
- リアル・スティール（タク・マシド〈カール・ユーン〉）
- レイヤー・ケーキ（モーティ〈ジョージ・ハリス〉）
- レインディア・ゲーム（メルリン〈クラレンス・ウィリアムズ3世〉）※ソフト版
- レッド・ドラゴン（バーニー・マシューズ〈フランキー・フェイソン〉）※テレビ東京版、（フィスク）※ソフト版
- レプリカント（ヒモ1）※ソフト版
- ロック、ストック&トゥー・スモーキング・バレルズ（ドッグ）
- ワイルドグリズリー（ジャック・バック）
- ワイルドシングス3（ダマース）
- ワイルドシングス4（フランク・ウォーカー刑事〈ジョン・シュナイダー〉）
- ワイルド・スピードX2（ロベルト）※テレビ朝日版
- われらが背きし者（ディマ〈ステラン・スカルスガルド〉）

#### ドラマ
- アンフォゲッタブル 完全記憶捜査 シーズン1 #17（クレイ・ジェイコブズ〈クラーク・ジョンソン〉）
- ER緊急救命室 シーズン10 #20（カークマン）
- インコーポレイテッド（ジュリアン・モース〈デニス・ヘイスバート〉）
- NCIS: ニューオーリンズ シーズン1 #1（パパ・パークス〈ジェームズ・マクダニエル〉）
- NCIS 〜ネイビー犯罪捜査班 シーズン7 #3（ダニー・スポーテリ刑事〈ジャック・コンレイ〉）
- ガンパウダー（ウィリアム・ウェイド卿〈ショーン・ドゥーリー〉[46]）
- キャッスル 〜ミステリー作家は事件がお好き シーズン3 #9（ベニー・ストライカー〈ランス・ヘンリクセン〉）
- クイーンズ・ギャンビット（シャイベル〈ビル・キャンプ〉）
- ゲーム・オブ・スローンズ（エダード・“ネッド”・スターク〈ショーン・ビーン〉）
- コールドケース7 ザ・ファイナル
- 殺人を無罪にする方法 シーズン4（アイザック・ロア〈ジミー・スミッツ〉）
- 三国志 Three Kingdoms（曹仁〈ヤン・グアン〉）
- シャーロック・ホームズの冒険 プライオリ・スクール（ホールダネス公爵（アラン・ハワード〉）
- 恕の人 -孔子伝-
- 新チャーリーズ・エンジェル #7（リチャード・ムバクウェ）
- スタートレック:ディープ・スペース・ナイン シーズン7 #8（リース〈パトリック・キルパトリック〉）
- スパルタカスII
- SMASH シーズン2（ニック）
- S.W.A.T. シーズン1 #3（サル・マーカス刑事〈ジョン・マーシャル・ジョーンズ〉）
- ダイナスティ（セシル・コルビー〈ハキーム・ケイ＝カジーム〉）
- ディフェンダーズ 闘う弁護士
- DEUCE/ポルノストリート in NY（レオン〈アンワン・グローヴァー〉）
- 24 -TWENTY FOUR- シーズン4（ナビ・アラス〈ネスター・セラーノ〉）
- パワーレンジャー・ロスト・ギャラクシー（ロイヤックス）
- バーン・ノーティス 元スパイの逆襲 シーズン3 #11（フェリペ・ヴェガ〈ダニー・トレホ〉）
- HAWAII FIVE-0 シーズン1 #11（カート・ミラー〈ジョエル・トベック〉）
- 犯罪捜査官 アナ・トラヴィス（ジョン・マクダウェル）
- FARGO/ファーゴ:カンザスシティ（ドクター・セネター〈グリン・ターマン〉）
- マインドフルに殺して(ボリス)
- THE MENTALIST メンタリストの捜査ファイル（トーマス・マカリスター郡保安官 / レッド・ジョン〈ザンダー・バークレー〉）
- リーサル・ウェポン（ネイサン・リッグス〈レックス・リン〉）

#### アニメ
- ジャスティス・リーグ（ロボ、デスペロ）
- SING/シング（ミーナの祖父）
- スーパーマン（ロボ）
- スパイダーマン（セルゲイ・クラヴィノフ / クレイヴン）
- スパイダーマン&アメイジング・フレンズ（クレイヴン・ザ・ハンター）
- セイス・マノス（エル・バルデ）
- トータリー・スパイズ!（キング）
- フリージ（ブーハマス、魔人、ハリーヤ、サーレム）
- マダガスカル（コワルスキー）
- マダガスカル2（コワルスキー）
- マダガスカル3（コワルスキー[47]）
- マダガスカル・ペンギン大作戦（コワルスキー）
- メリー・マダガスカル（コワルスキー）
- ペンギンズ FROM マダガスカル ザ・ムービー（コワルスキー[48]）

### テレビドラマ
- わたしの可愛いひと 第3話（1986年7月17日、フジテレビ）
- 少女コマンドーIZUMI 第13話（1988年、フジテレビ） - 神崎
- じゃあまん探偵団 魔隣組 第7話（1988年、フジテレビ） - フランケンシュタイン
- スーパー戦隊シリーズ
  - 鳥人戦隊ジェットマン 第40・41話（1991年11月15日・22日、テレビ朝日） - 一条総司令
  - 動物戦隊ジュウオウジャー 第38話（2016年11月20日、テレビ朝日） - 亀男の声
- 名無しの探偵 第11作（1995年8月1日、日本テレビ）
- 松本清張特別企画・夜光の階段（1995年9月25日、TBS）
- 遠山の金さんVS女ねずみ 第18話（1997年6月14日、テレビ朝日） - 円運坊
- 火曜サスペンス劇場
  - 転勤判事4 旧盆殺人事件（1998年10月13日、日本テレビ） - 村山和弘
  - 地方記者・立花陽介 日光今市通信局（1999年5月25日、日本テレビ）
- おばさんデカ 桜乙女の事件帖（フジテレビ）
  - 第7作（1999年4月9日） - 青山博
  - 第14作（2006年9月29日） - 街金の取立
  - 第16作（2017年5月12日） - 食堂客
- 大河ドラマ
  - 葵 徳川三代（2000年1月9日、NHK） - 津田繁元
  - 軍師官兵衛（2014年6月22日、NHK）
- はなまるマーケット殺人事件（2000年3月10日、TBS）
- ストレートニュース 第5話（2000年11月8日、日本テレビ） - 岡本哲也
- 牟田刑事官事件ファイル 第29作（2001年2月24日、テレビ朝日） - 「大平ローン」の取立て屋
- 虹色定期便（2001年、NHK） - 新之輔の父
- 仮面ライダーアギト 第43話（2001年12月2日、テレビ朝日） - 医者
- 世直し順庵!人情剣（2005年12月5日、テレビ朝日） - 黒田以蔵
- 華麗なる一族（2007年、TBS）
- 女刑事みずき〜京都洛西署物語〜 2nd SEASON 最終話（2007年9月13日、テレビ朝日） - 清川邦夫
- 月曜ゴールデン（TBS）
  - 浅見光彦シリーズ24 漂泊の楽人（2007年10月15日） - 松木健司
  - 浅見光彦シリーズ28 高千穂伝説殺人事件（2009年10月5日）
  - 警視庁心理捜査官・明日香（2011年2月28日） - 佐久間
- 相棒 Season 8 第11話（2009年1月13日、テレビ朝日） - 乾
- 必殺仕事人2009（2009年5月8日、テレビ朝日） - 清蔵
- はぐれ刑事純情派 最終回スペシャル（2009年12月16日、テレビ朝日） - 黒沢裕司
- 桜からの手紙 〜AKB48 それぞれの卒業物語〜 第4話（2011年2月27日、日本テレビ） - 庭師
- 秘密諜報員 エリカ 第10話（2011年12月8日、日本テレビ） - 望月雄也
- 警視庁・捜査一課長第1作「主婦たちの4億円強奪トリック 血液型を自在に変える少女!?」（2012年7月14日、テレビ朝日） - 友部達也（警視庁捜査一課 管理官・警視）
- リミット 第10・11話（2013年9月13日・20日、テレビ東京）
- 花嫁のれん 第3シリーズ（2014年、フジテレビ）
- 月曜名作劇場（TBS）
  - ヤメ判 新堂謙介 殺しの事件簿4（2016年9月5日） - 辰巳

### 映画
- 駅 STATION（1981年）
- 令嬢肉奴隷（1985年）
- いたずらロリータ 後ろからバージン（1986年）
- 檻の中の欲しがる女たち（1987年）
- 寝技ギャル 後ろから一直線（1987年）
- 鉄男II BODY HAMMER（1992年）
- 天国の大罪（1992年）
- 釣りバカ日誌9（1997年）
- 私は貝になりたい（2008年）
- 歌うヒットマン!（2010年）

### テレビ番組
- マジカル頭脳パワー!! / マジカルミステリー劇場 第34話「羽のはえた拳銃」（1991年、NTV） - 鈴鹿裕介
- 生田よしかつの一年中魚だけ食べるテレビ（ナレーション、BS-TBS）

### 舞台
- 見よ、飛行機の高く飛べるを（2003年） - 難波泰造
- 殺陣師段平紀（2004年） - 木暮
- パートタイマー・秋子（2005年・2006年） - 師岡保男
- コリオレイナス（2007年）
- オセロー（2007年）
- リア王（2008年）
- から騒ぎ（2008年）
- 道元の冒険（2008年）
- 冬物語（2009年）
- コースト・オブ・ユートピア（2009年）
- ヘンリー六世（2010年）
- アントニーとクレオパトラ（2011年）
- をんな善哉（2011年）
- シンベリン（2012年）
- 下谷万年町物語（2012年）
- ヘンリー四世（2013年）
- ヴェニスの商人（2013年）
- NINAGAWA・マクベス（2015年・2017年・2018年）
- 元禄港歌-千年の恋の森（2016年）
- エニシング・ゴーズ（2021年）
- 南四局は終わらない（2023年）

### パチンコ
- CR魔法先生ネギま!（2017年、ヘルマン伯爵）

### シリーズ一覧
1. ↑  （無印）（2013年）、Season 3 Part 1（2018年）、Season 3 Part 2（2019年）、The Final Season Part 1（2021年）
2. ↑  『エクストリームバーサス』（2010年）、『マキシブースト』（2014年）、『フォース』（2015年）、『マキシブースト ON』（2016年）
3. ↑  『激闘忍者大戦!SPECIAL』（2010年）、『ナルティメットインパクト』（2011年）、『ナルティメットストームジェネレーション』（2012年）、『ナルティメットストーム3』（2013年）[22]、『ナルティメットストームレボリューション』（2014年）[23]、『ナルティメットストーム4』（2016年）[24]
4. ↑  『WORLD』（2011年）、『OVER WORLD』（2012年）、『GENESIS』（2016年）
5. ↑  『エクストリームバーサス2』（2018年）、『クロスブースト』（2021年）、『オーバーブースト』（2023年）、『インフィニットブースト』（2025年）